# Scabiosa esfandiarii
Scabiosa esfandiarii är en tvåhjärtbladig växtart som beskrevs av Z. Jamzad. Scabiosa esfandiarii ingår i släktet fältväddar, och familjen Dipsacaceae. Inga underarter finns listade i Catalogue of Life.